# フェデリカ・ペレグリニ
フェデリカ・ペレグリニ（Federica Pellegrini、1988年8月5日 - ）は、イタリアの競泳選手。女子200m自由形の前世界記録保持者。ベネチア近郊のミラノ出身。身長178cm、体重68kg（2008年時点）。ペレグリーニと記載されることもある。

## 経歴
ペレグリニは、初出場した2004年アテネオリンピックでは200m自由形で銀メダルを獲得。16歳12日でのオリンピックの表彰台は、イタリア選手として史上最年少の快挙であった。2007年にオーストラリアのメルボルンで開催された世界選手権の200m自由形の準決勝で、1分56秒47の世界新記録（当時）をマーク。しかし翌日の決勝では、フランスのロール・マナドゥが1分55秒52をマークし、世界記録を奪われる。（ペレグリニは決勝で3位）
2008年3月24日に行われた水泳の欧州選手権において、400m自由形で、4分1秒53と、2006年8月にマナドゥが作った4分2秒13の記録を破り、再び世界記録保持者となる。
北京オリンピックでは世界記録を持つ400m自由形で5位に終わるが、200m自由形で世界新記録を出し金メダルを獲得した。ペレグリニは決勝でイタリアの国内メーカーの水着を着用し、レーザー・レーサーを使わずに世界新記録で勝った唯一の選手になった。
2009年3月には200m自由形で1分54秒47、400m自由形で4分00秒41の世界新記録を樹立した。7月に行われた世界水泳選手権では、女子では史上初めて4分を切り、3分59秒15で優勝した。200mも世界新記録で優勝して2冠に輝いた。
2011年の世界選手権でも200m・400mの2冠に輝くが、2012年ロンドンオリンピックでは200m自由形・400m自由形ともに5位に終わった。
2013年の世界選手権では200m自由形で銀メダルを獲得し、2015年の世界選手権でも200m自由形・800mリレーで2つの銀メダルを獲得したが、2016年のリオデジャネイロオリンピックでは200m自由形で4位となり、メダルは取れなかった。
2017年の世界選手権で6年ぶりに200m自由形で金メダルを獲得した。

## 自己ベスト
全て長水路
- 50 m 自由形: 25秒47
- 100 m 自由形: 53秒55
- 200 m 自由形: 1分52秒98（世界記録）
- 400 m 自由形: 3分59秒15（元世界記録）
- 800 m 自由形: 8分29秒01